# Береника III
Вижте пояснителната страница за други личности с името Береника.
Клеопатра Береника III (на гръцки: Βερενίκη, Cleopatra Berenice, Kleopatra Berenike III.; * 120 пр.н.е.; † 80 пр.н.е.) е египетска царица през 81–80 пр.н.е. като най-възрастната дъщеря на Птолемей IX Сотер и Клеопатра IV Селена от династията на Птолемеите в Египет.

## Биография
Береника се омъжва около 101 пр.н.е. за чичо си Птолемей X Александър I и взема допълнителното име Клеопатра. Береника ражда една дъщеря. Двамата със съпруга ѝ са чествани като Θεοί Φιλομήτωρες Σωτήρες (Theoi Philometores Soteres) (= „Обичащи майка си спасителни богове“). Тя носи освен това култовата титла Θεά ΦιλάδελφοςThea Philadelphos (= „Oбичаща брат си богиня“).
През началото на 88 пр.н.е. Птолемей X е изгонен чрез въстание от Александрия. Клеопатра Береника III с дъщеря си придружава съпруга си, когато той иска да събере нова войска. След една загубена морска битка Птолемей X бяга с жена си и дъщеря си в Мира в Ликия и пада убит при опит да завладее Кипър.
През 88 пр.н.е. Клеопатра Береника III се връща обратно в Египет и е сърегентка на баща си Птолемей IX. Тя се отказва от вече не подходящата култова тиτла Θεά ΦιλάδελφοςThea Philadelphos и взема вместо това титлата Θεά ΦιλοπάτωρThea Philopator (= „обичаща баща си богиня“). В Атина поставят за нея и баща ѝ бронзови стауи една до друга.
Когато Птолемей IX умира към края на 81 пр.н.е. или началото на 80 пр.н.е., Клеопатра Береника III става първо самостоятелна владетелка на Египет. След шест месеца тя е задължена да се омъжи за доведения си син Птолемей XI Александър II, който е извикан от Рим. Той нарежда обаче нейното убийство през юни 80 пр.н.е. в Александрия след 18 или 19 дена брак. Това предизвиква въстание, при което Птолемей XI малко след това е убит.
Съдбата на Клеопатра Береника III e описана в операта Berenice на Георг Фридрих Хендел.